# Cuitlauzina convallarioides
Cuitlauzina convallarioides es una especie de planta que pertenece a la familia Orchidaceae Juss.

## Distribución y ambiente
Esta especie se distribuye solamente en el sur de Centroamérica, en Nicaragua y Costa Rica. Osmoglossum convallarioides fue erróneamente reportado para México. En 1951 se reporta para México por Williams, colecada en el estado de Chiapas con base en especímenes que ahora se consideran pertenecientes a una especie distinta, Osmoglossum dubium Rosillo. Un examen del material fragmentario del espécimen identificado como O. convallarioides (Cerradero Viejo, Tolimán, Mariscal, 1400 m, E. Matuda 38598 MEXU!) sugiere que se trata de un híbrido natural entre Osmoglossum pulchellum y Osmoglossum egertonii, cuyas características morfológicas son similares a las de O. convallarioides. En la zona donde este espécimen fue colectado, ambas especies supuestamente parentales son simpátricas. Existen ejemplares de este híbrido de Guatemala, que también han sido reportados como O. convallarioides.
Osmoglossum dubium es una especie poco común, pero cuando se incluyó a O. convallarioides en la primera propuesta de NOM-059-ECOL esta decisión se basó en que sólo existía el ejemplar arriba mencionado de Chiapas. Por lo tanto, no existe ninguna evidencia de que O. convallarioides, del sur de Centroamérica, tenga localidades en territorio mexicano.

## Estado de conservación
Se trata de una especie protegida del comercio internacional. Esta especie tiene una categoría de especie Amenazada (A) según la NOM-059-ECOL-2010.